# Le Marécage (manhwa)
Pour les articles homonymes, voir Le Marécage.
Le Marécage (습지생태보고서, litt. « Rapport sur la vie au marécage ») est un sonyung manhwa de Choi Kyu-sok publié en Corée du Sud aux éditions Geobooki en 2005 et en français chez Casterman, collection Hanguk, en 2006.
Le manhwa organisé en 54 histoires courtes reprend des personnages déjà présents dans une autre histoire de Choi Kyu-sok, L'Amour est une protéine publié dans le recueil du même titre.
Pour les personnages de son manhwa, Choi Kyu-sok s'est inspiré de ses colocataires et amis lorsqu'il était étudiant.

## Synopsis
Le quotidien de quatre étudiants colocataires.
Choe-kun (caricature de l'auteur) est un élève boursier du département de bandes dessinées. Il porte un regard très critique sur la société et aime en faire profiter les autres avec de longs discours.
Jae-ho est quelqu'un de très joyeux qui rit de tout et affiche en permanence un sourire inquiétant. Il aime donner vie aux objets en leur inventant en nom et une histoire.
Jeong-kun (caricature de Jung Hyun-uk avec qui l'auteur a réalisé Aiguille de pin) est une personne naïve et très gentille. Il laisse s'installer dans l'appartement le cerf, parasite qui s'y connait sur tout et surtout sur les femmes.
Mong-chan passe tout son temps à travailler sur son ordinateur.

## Chapitres
Les 54 chapitres du manhwa ont été prépubliés dans le magazine Kyunghyang Shinmun.
- Prologue 1 : la rupture
- Prologue 2 : les ongles

Les ongles est une histoire courte écrite par l'auteur pour un devoir lorsqu'il était étudiant. L'histoire s'appuie sur la croyance en Corée que lorsque quelqu'un se coupe les ongles la nuit et qu'une souris les avale, celle-ci prend son apparence.
- Les personnages
- Chapitres

1. Mimétisme
2. Il faut savoir pleurer
3. Hyun-jung
4. Poursuivi par un chasseur
5. Les compliments
6. Savoir l'écraser
7. L'imbattable
8. Métamorphose
9. Les bois invincibles
10. Le professionnel
11. Expérience de terrain (1)
12. Bonne réponse
13. Juste une minute
14. Se contenter de ce qu'on a
15. Jeong-kun
16. Le perdant
17. Deux fois par an
18. Mélange
19. L'optimisme
20. L'exception
21. Au retour du service militaire
22. C'est possible ?
23. Je n'ai jamais bondi sur la grappe de raisins !
24. L'habit fait le moine
25. 1 %
26. Plaisanterie ?
27. Tout le monde le fait
28. Elle...
29. De l'histoire ancienne
30. Homicide volontaire
31. Petits jobs
32. Hors-sujet
33. Les conditions pour être amis
34. Leur fête à eux
35. Délicat
36. La cerf-attitude
37. Jeu de rôle
38. Les souffrances du cerf
39. Tout ou rien
40. Expérience de terrain (2)
41. Plutôt
42. La beauté véritable
43. Un talent, ça suffit
44. L'homme vit de quoi ?
45. De l'intérêt d'être pauvre
46. Un jour, tout est devenu si facile
47. Tout le monde a sa vérité à dire
48. L'aveugle ne peut consoler le borgne
49. Dans l'obscurité
50. La place vide du copain
51. Une colère justifiée
52. Le style du marécage
53. C'est ainsi...
54. N'est-ce pas ?

- Les amis du marécage
- Souvenirs du marécage
- L'histoire du titre

Dans ses trois dernières parties, l'auteur parle de ses années d'étudiant et présente les personnes dont il s'est inspiré pour les personnages de son manhwa, les différents lieux dans lesquels il a vécu et revient sur la création du manhwa et le choix de son titre.

## Publication
- (ko) Choi Kyu-sok (trad. du coréen par Kim Youn-sill et Stéphane Couralet), Le Marécage, Bruxelles/Paris, Casterman, coll. « Hanguk / « One-shots » Hanguk », 2006, 276 p., 17x24, couleur (ISBN 2-203-37705-4 et 9782203377059, présentation en ligne)